# إدوارد ريو
إدوارد ريو (1833 - 1900) (بالفرنسية: Édouard Riou)‏ ، هو واحد من أشهر رسامي فرنسا في عصره ، تميزت أعماله بتصوير مشاهد الطبيعة ورحلات الصيد ، شارك بلوحاته الفنية في المجلات والجرائد الشهيرة التي صدرت في القرن التاسع عشر ، كما قام ريو برسم المشاهد والشخصيات في روايات مشاهير الأدب في زمانه مثل جول فيرن ، الكسندر ديماس ، فيكتور هوجو ، كما قام برسم لوحات عن قناة السويس التي صدرت ضمن كتاب فونتان ماريوس (بالفرنسية: fontane marius)‏ بعنوان «رحلة عبر القناة» والذي صدر في اواخر القرن التاسع عشر .
قام مركز المخطوطات في مكتبة الإسكندرية باصدار اسطوانة مدمجة عليها لوحات ريو المتضمنة في كتاب «رحلة عبر القناة» .